# Helena Trotzenfeldt
Helena Maria Trotzenfeldt, tidigare Lindskog, född Paulsson 5 mars 1966 i Norrstrands församling i Karlstad, är en svensk författare. Hennes första roman kom ut 2012. 
Helena Trotzenfeldt studerade till dataingenjör vid Karlstads universitet, och har arbetat som  systemutvecklare och studierektor där samt som privacy manager och produktledare på bland annat Ericsson. Hon har i samarbete med främst Karlstads universitet publicerat vetenskapliga artiklar inom området personlig integritet i mobila nät, som fick viss internationell spridning under de första åren av 2000-talet. Hon har även ett femtontal patent inom området. Boken Web Site Privacy with P3P utkom 2002. 
Trotzenfeldt debuterade som romanförfattare med den historiska romanen Ferrum 2012, där två kvinnoöden från olika sekel länkas samman. Personlig integritet och hotet från informationssamhället och nationalismen är ett tema i Janus fjärde ansikte. 
Trotzenfeldt arbetar idag som affärsutvecklingskonsult i eget företag och som krönikör för Tidningen Syre.  
Trotzenfeldt skriver om främlingsfientlighet, migrationspolitik och nationalism. Under sommaren 2016 var Trotzenfeldt aktuell med blogginlägg och artiklar runt kontroversen med att vara moderat och stå för en "reinfeldsk" syn på migration.